# Assamia westermanni
Assamia westermanni is een hooiwagen uit de familie Assamiidae. De wetenschappelijke naam van Assamia westermanni gaat terug op Sørensen.